# Mohamed Berrada (journaliste)
Pour les articles homonymes, voir Mohamed Berrada (homonymie) et Berrada.
Mohamed Abderrahmane Berrada, né en 1941 à Oujda, est un homme d'affaires, journaliste marocain. Il est le fondateur de Sapress (société Arabo-africaine de distribution, d'édition, et de presse) en 1977, considérée comme la première société nationale de distribution et de l'édition et le plus grand établissement dans ce domaine au monde arabe et en Afrique,,,,,.
Berrada était également membre fondateur de l'Union des distributeurs arabes dont il était président entre 2006 -2009,,,,.